# Nebulium

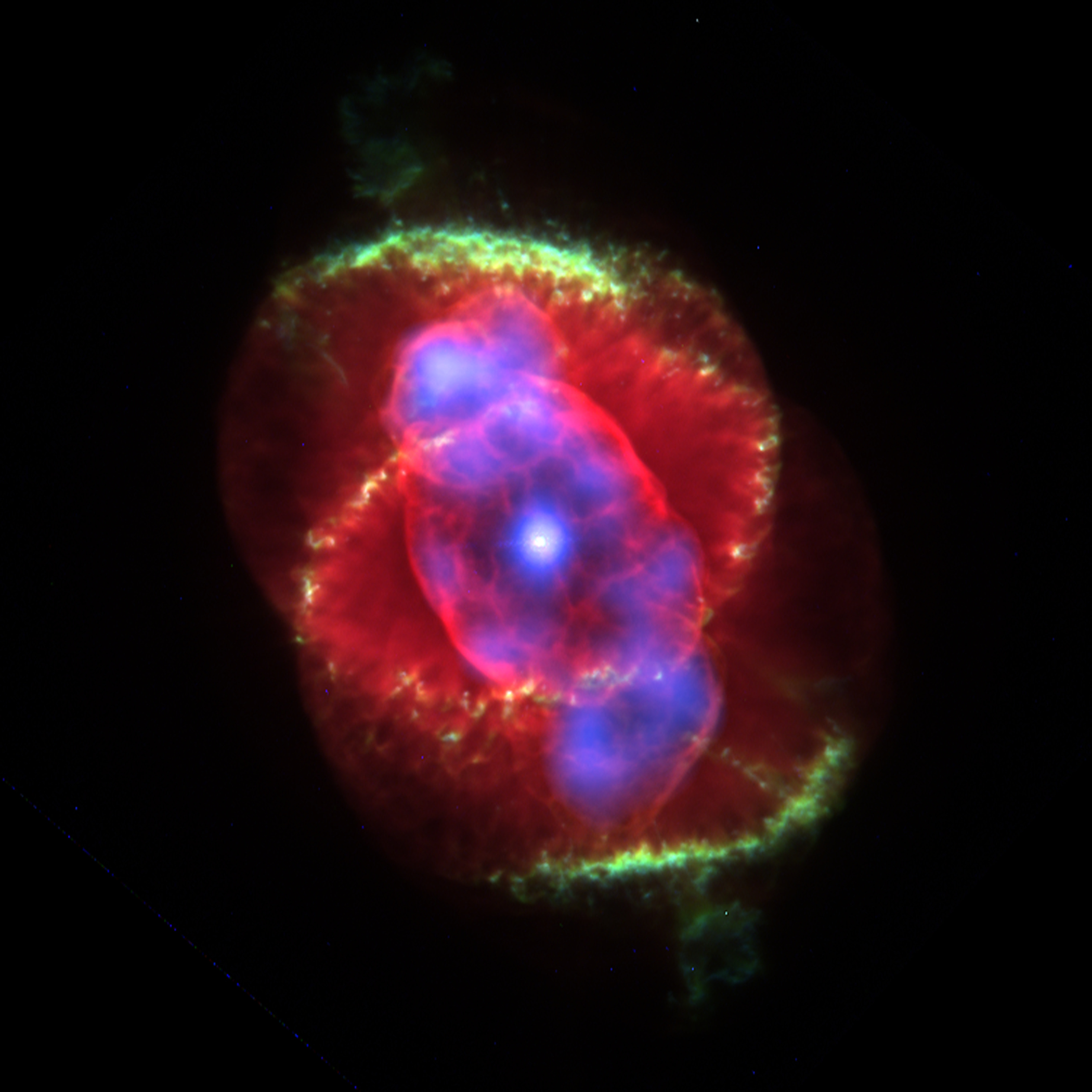
Nebulosa Olho de Gato (NGC 6543)

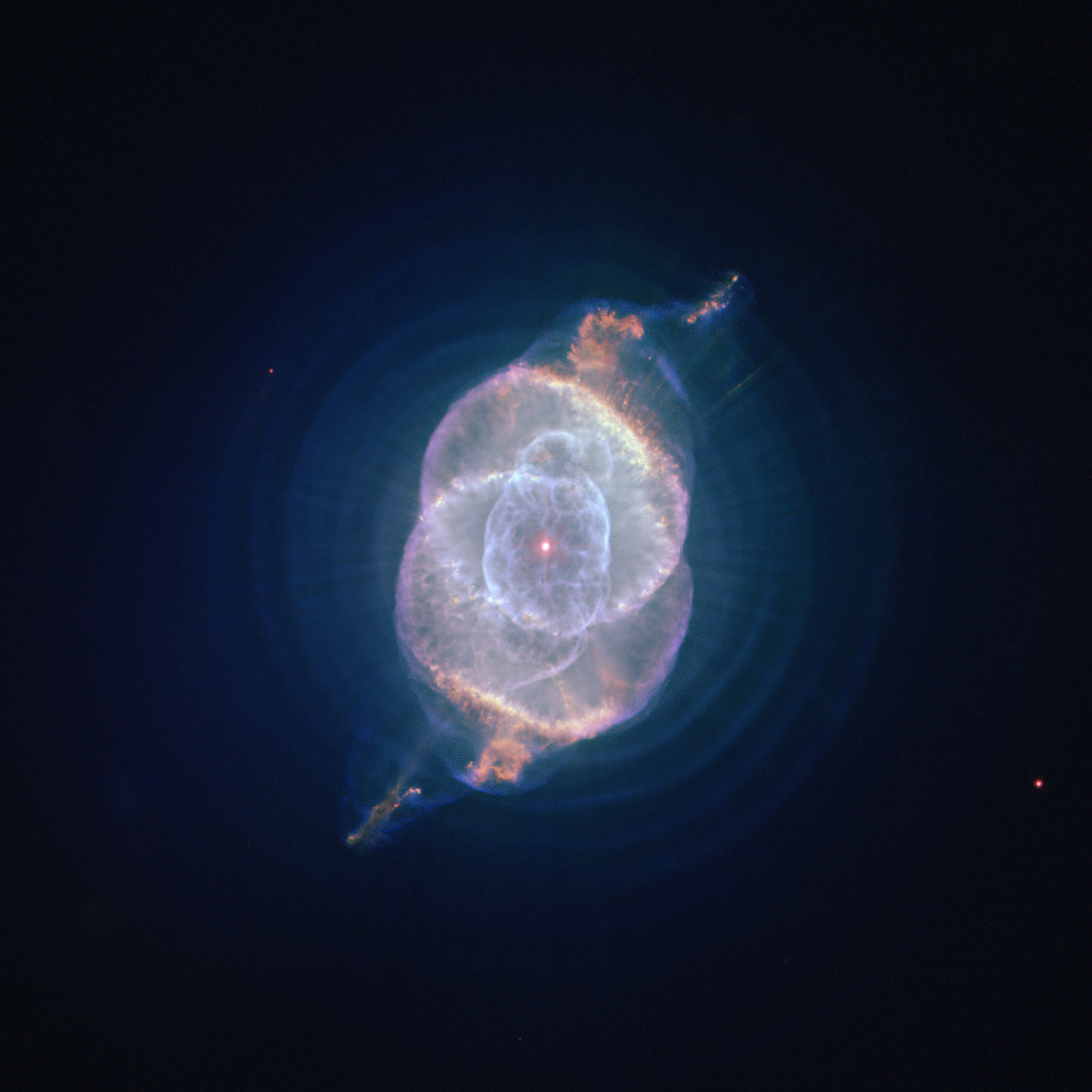
Nebulosa Olho de Gato (NGC 6543)

Nebulium foi um elemento proposto e encontrado na observação astronômica de uma nebulosa por William Huggins em 1864. As fortes linhas de emissão verdes da Nebulosa Olho de Gato, descobertas por espectroscopia, levaram à postulação de que um elemento ainda desconhecido era responsável por essa emissão. Em 1927, Ira Sprague Bowen mostrou que as linhas são emitidas por oxigênio duplamente ionizado (novo estilo O2+; antigo estilo OIII), e nenhum novo elemento era necessário para explicá-las.

## História
William Hyde Wollaston em 1802 e Joseph von Fraunhofer em 1814 descreveram as linhas escuras dentro do espectro solar. Mais tarde, Gustav Kirchhoff explicou as linhas por absorção ou emissão atômica, o que permitiu que elas fossem usadas para a identificação de elementos químicos.
Nos primórdios da astronomia telescópica, a palavra nebulosa era usada para descrever qualquer pedaço difuso de luz que não se parecesse com uma estrela. Muitas delas, como a Nebulosa de Andrômeda, tinham espectros que pareciam espectros estelares, e acabaram sendo galáxias. Outras, como a Nebulosa Olho de Gato, tinham espectros muito diferentes. Quando William Huggins olhou para o Olho de Gato, ele não encontrou nenhum espectro contínuo como aquele visto no Sol, mas apenas algumas linhas de emissão fortes. As duas linhas verdes em 495.9 nm e 500.7 nm foram as mais fortes. Essas linhas não correspondiam a nenhum elemento conhecido na Terra. O fato de o hélio ter sido identificado pelas linhas de emissão no Sol em 1868, e depois encontrado na Terra em 1895, encorajou os astrônomos a sugerir que as linhas eram devidas a um novo elemento. O nome nebulium (ocasionalmente nebulum ou nephelium) foi mencionado pela primeira vez por Margaret Lindsay Huggins em uma curta comunicação em 1898, embora seja declarado que seu marido ocasionalmente usou o termo antes.
Em 1911, John William Nicholson teorizou que todos os elementos conhecidos consistiam em quatro protoelementos, um dos quais era o Nebulium. O desenvolvimento da tabela periódica por Dimitri Mendeleev e a determinação dos números atômicos por Henry Moseley em 1913 quase não deixaram espaço para um novo elemento. Em 1914, astrônomos franceses conseguiram determinar o peso atômico do nebulium. Um valor medido de 2.74 para as linhas próximas a 372 nm e um valor ligeiramente menor para a linha de 500.7 nm pareciam indicar que dois elementos eram responsáveis pelo espectro.
Ira Sprague Bowen estava trabalhando em espectroscopia UV e no cálculo de espectros dos elementos leves da tabela periódica quando tomou conhecimento das linhas verdes descobertas por William Huggins. Com esse conhecimento, ele foi capaz de sugerir que as linhas verdes poderiam ser transições proibidas. Eles foram mostrados como sendo devidos ao oxigênio duplamente ionizado em densidade extremamente baixa, em vez do nebulium hipotético. Como disse Henry Norris Russell: "O Nebulium desapareceu no ar". As nebulosas são normalmente extremamente rarefeitas, muito menos densas que os vácuos mais intensos produzidos na Terra. Nessas condições, podem se formar linhas que são suprimidas em densidades normais. Essas linhas são conhecidas como linhas proibidas e são as linhas mais fortes na maioria dos espectros nebulares.